# Oxyrhachis binsara
Oxyrhachis binsara är en insektsart som beskrevs av William Lucas Distant. Oxyrhachis binsara ingår i släktet Oxyrhachis och familjen hornstritar. Inga underarter finns listade i Catalogue of Life.